# Mokwa
Mokwa est une zone de gouvernement local et un royaume traditionnel de l'État de Niger au Nigeria,.

## Historique
L'agglomération est à l'intersection de trois axes routiers majeurs.
Le 28 mai 2025, des fortes inondations font, selon un bilan provisoire du 2 juin qui pourrait jusqu'à triplé, plus de 700 morts et plus 3 000 déplacés dans cette agglomération de 400 000 habitants.

## Source
- (en) Cet article est partiellement ou en totalité issu de l’article de Wikipédia en anglais intitulé « Mokwa » (voir la liste des auteurs).